# آرناود بودارت
آرناود بودارت (انگلیسی: Arnaud Bodart؛ زادهٔ ۱۱ مارس ۱۹۹۸) بازیکن فوتبال اهل بلژیک است.
از باشگاه‌هایی که در آن بازی کرده‌است می‌توان به باشگاه فوتبال استاندارد لیژ اشاره کرد.
وی همچنین در تیم‌های ملی فوتبال زیر ۱۷ سال بلژیک و زیر ۲۱ سال بلژیک بازی کرده‌است.